# First Love (canción de Jennifer Lopez)
«First Love» —en español: «Primer amor»— es una canción interpretada por la cantante y actriz estadounidense Jennifer Lopez, incluida en su octavo álbum de estudio, A.K.A., escrita por Savan Kotecha e Ilya Salmanzadeh junto al productor Max Martin, la canción fue elegida como segundo sencillo del álbum y lanzada el 1 de mayo de 2014. El video musical se estrenó el 29 de mayo de 2014 y fue dirigido por Anthony Mandler.

## Antecedentes
«First Love» fue presentado por Lopez durante una fiesta para escuchar seis canciones del próximo álbum de estudio, durante el evento, reveló que la canción iba a servir como segundo sencillo, el tema es producido por Max Martin, de quien Lopez aseguró que «Es un súper productor, siempre he querido trabajar con él, pero aún no era el momento».

## Composición
«First Love» es una canción pop uptempo, que se mezcla con un ritmo synthpop con una percusión contundente.

## Recepción

### Comentarios de la crítica
La canción recibió críticas generalmente positivas. Jeff Benjamin de Fuse TV, escribió que, «Jennifer se adapta perfectamente a la línea entre el pop y el hip-hop en esta canción, como siempre lo hace». Mike Wass de Idolator la calificó como «una explosión-pop adorable», Wass también la llamó «irresistible» y escribió que la canción «eleva el listón del pop de alta calidad, incluso superior en este sencillo».